# 望月警察署
望月警察署（もちづきけいさつしょ）は、かつて長野県警察が管轄していた警察署。2010年4月1日に佐久警察署に統合され、同署の川西庁舎・望月警部交番となり、現在は県警察本部交通部交通機動隊佐久分駐隊などが入所し、東信運転免許センターともなっている。

## 所在地
- 〒384-2204 長野県佐久市協和131-1

## 管轄区域
- 長野県
  - 佐久市（望月地区、浅科地区）
  - 東御市（北御牧地区）
  - 北佐久郡立科町

## 交番
- 署所在地交番（佐久市）

## 駐在所
- 茂田井駐在所（立科町）
- 布施駐在所（佐久市）
- 春日駐在所（佐久市）
- 協和駐在所（佐久市）
- 八幡駐在所（佐久市）
- 中津駐在所（佐久市）
- 芦田駐在所（立科町）
- 山部駐在所（立科町）
- 八重原駐在所（東御市）
- 大日向駐在所（東御市）

座標: 北緯36度15分49秒 東経138度21分21秒 / 北緯36.263598度 東経138.355830度